# Peter Raschke
Peter Raschke (* 1941 in Heidelberg) ist ein deutscher Politologe und Suchtforscher.

## Leben
Raschke studierte Mathematik an der Universität Tübingen, der Universität Heidelberg und der Universität Frankfurt und absolvierte 1970 das Staatsexamen. Es folgte ein Studium der Politikwissenschaft in Frankfurt, das er 1977 mit der Promotion abschloss. Von 1979 bis 1984 war Raschke wissenschaftlicher Assistent an der Fakultät für Soziologie der Universität Bielefeld. Von 1984 bis 2006 war er Professor für Politische Wissenschaft mit dem Schwerpunkt Empirische Methoden am Institut für Politische Wissenschaft der Universität Hamburg. Ab 1992 war Raschke Vorsitzender des Instituts für Interdisziplinäre Sucht- und Drogenforschung in Hamburg (ISD) und seit 2000 ist er stellvertretender Direktor des neu gegründeten Zentrums für Interdisziplinäre Suchtforschung der Universität Hamburg (ZIS).
Peter Raschke ist der jüngere Bruder des Politologen Joachim Raschke.

## Schriften (Auswahl)
- Vereine und Verbände. Zur Organisation von Interessen in der Bundesrepublik Deutschland. Juventa-Verlag, München 1978, ISBN 3-7799-0085-8 (zugleich Dissertation, Frankfurt am Main, 1977).
- mit Claudia Ritter: Eine Großstadt lebt mit Aids. Strategien der Prävention und Hilfe am Beispiel Hamburgs (= Ergebnisse sozialwissenschaftlicher Aids-Forschung. Band 6). Edition Sigma Bohn, Berlin 1991, ISBN 3-89404-665-1.
- Substitutionstherapie. Ergebnisse langfristiger Behandlung von Opiatabhängigen. Lambertus, Freiburg im Breisgau 1994, ISBN 3-7841-0754-0.
- Cannabis in Apotheken. Kontrollierte Abgabe als Heroinprävention. Lambertus, Freiburg im Breisgau 1997, ISBN 3-7841-0959-4.
- mit Jens Kahlke: Lernen durch Verzicht. Konzept und Wirkungen des suchtpräventiven Unterrichtsprogramms „Gläserne Schule“. Schneider-Verlag Hohengehren, Baltmannsweiler 2002, ISBN 3-89676-567-1.